# 地平說學會
地平說學會（英語：Flat Earth Society）又稱國際地平說學會（英語：International Flat Earth Society）或者國際地平說考證學會，是一個支持地平說，反對地圓說的組織，由英國人塞繆爾·申頓於1956年建立。而後這個組織的領導人變為查爾斯·K·約翰遜，約翰遜將地平說學會的中心置於自己於加州蘭開斯特的家中。地平說學會在約翰遜領導下的最盛時有多達3,000名會員。
地平說學會自約翰遜於2001年去世後，便變得不活躍，但又重新於2004年再次活躍起來，全因其新會長丹尼爾·申頓於網絡上設置了一個討論區。

## 歷史

### 創立
於1956年，塞繆爾·申頓創立了國際地平說學會以取代環宇考究學會（Universal Zetetic Society）。當時，申頓僅於其家鄉英國多佛尔營辦此學會。由於申頓對另類科學和科技的興趣較大，因此學會對宗教事項不太關心。
後來，第一顆人造衛星被發射上太空，並拍下了顯示地球是球體的照片。儘管如此，地平說學會仍然堅持地平說是對的。申頓更指出「這種照片很容易欺騙一雙未經訓練的眼睛」。
地平說學會在創立初期並不廣為人知。但是，當《紐約時報》先後在1964年1月和6月訪問了申頓後，地平說學會便開始得到注意。
於1969年，申頓說服了理工學院講師埃利斯·希爾曼擔任學會主席一職，但直至申頓死後，此學會才有關於其舉辦的活動的紀錄。另外，申頓的藏書亦在他死後被儲存至科幻基金會（Science Fiction Foundation）檔案館。

### 高峰
申頓於1971年離世。而繼承了部份申頓藏書的查爾斯·K·約翰遜則於加利福尼亞州創辦了國際地平說考證學會（International Flat Earth Research Society）和公約人民教會（Covenant People's Church），並成為了其主席。在其領導下，學會成員迅速增長至3,000人。約翰遜亦製作了一些通訊、傳單、地圖、以及其他宣傳材料來推廣地平說學會。這些宣傳材料中最廣為人知的就是《地平新聞》。這些宣傳材料都是約翰遜利用會費製作的。
地平說學會發佈的世界模型有如一塊碟，碟中央為北極圈，而外圍則是一道高150英尺（45米）的冰牆。此地圖外形與聯合國會旗上的世界地圖相近。在地平說學會的世界模型中，太陽和月球僅僅是直徑32英里（52公里）的球體。

### 衰落
隨著人類對太空逐漸認識，地平說學會便開始衰落。科學證據和公眾輿論都傾向於地圓說。詞語「地平說者」（flat-earther）更被用於描述堅信不可信或過時想法的人。於1980年，學會會員數量急跌至約200人。美國體質人類學家歐也妮·斯科特更把地平說學會描述為一個盲目依從《聖經》的組織，並指出「世界是平的，因為《聖經》說它是平的，不管科學告訴我們什麼」。後來，一場大火燒毀了所有地平說學會藏書，而約翰遜之妻亦於事後不久離世。在這雙重打擊下，地平說學會自此一蹶不振，約翰遜本人亦於2001年3月19日逝世。

### 地平新聞
《地平新聞》是一個只有4頁的小報 。
以下是一些《地平新聞》於70至80年代的頭條新聞標題。
- 「全世界的人都被騙了……除了一部份被選中的人」"Whole World Deceived... Except the Very Elect" （1977年12月）
- 「澳大利亞不在下方」"Australia Not Down Under" （1978年5月）
- 「太陽是一束32英里寬的光」"Sun Is a Light 32 Miles Across" （1978年12月）
- 「我们居住的世界不会移動」"The Earth Has No Motion" （1979年6月）
- 「尼基塔·赫魯雪夫，美國太空總署之父」"Nikita Krushchev Father of NASA" （1980年3月）
- 「伽利略是一個騙子」 "Galileo Was a Liar" （1980年12月）
- 「科學侮辱你的智慧」"Science Insults Your Intelligence" （1980年9月）
- 「世界是平的，就是這樣」"World IS Flat, and That's That" （1980年9月）
- 「世界不是球體，重力並不存在」"The Earth Is Not a Ball; Gravity Does Not Exist" （1981年3月）

## 現代
於2004年，丹尼爾·申頓（與塞繆爾·申頓無關）重新創建了地平說學會，但學會僅以網絡討論區的形式存在。而學會則延至2009年10月才正式重辦。新的地平說學會擁有一個新網站，該網站擁有全球最多的地平說文獻存檔，以及一個用戶生成內容的百科全書。此外，地平說學會重新公開招募會員，而首位申請成為會員的人是音樂家托馬斯·杜比。截至2012年3月，新的地平說學會已擁有420名會員。申頓亦進行了多次採訪，其中包括《衛報》。
與地平說學會有關聯的地平群組國際聯盟的討論區則處於不活躍的狀態。Twitter和Facebook上也有地平說學會的頁面。
現代的地平說學會沒有一個統一的地平理論。因此，不同成員對地平說可能會有不同的見解。部份成員主張世界是以9.8米每平方秒的加速度上升，因而有地心引力。而部份成員則主張世界是一塊無限深的碟。

## 延伸閱讀

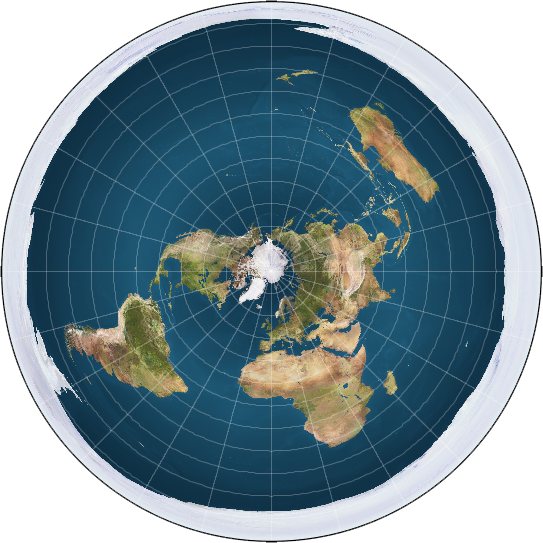
一個根據地平說製成的世界地图，南極洲 在這個地图中為巨大的冰牆，圍繞着碟形的世界。

現代地平說的模型與聯合國旗上的世界地圖非常相似。

- Raymond Fraser (2007).  When The Earth Was Flat: Remembering Leonard Cohen, Alden Nowlan, the Flat Earth Society, the King James monarchy hoax, the Montreal Story Tellers and other curious matters. Black Moss Press, ISBN 978-0-88753-439-3
- Christine Garwood (2007) Flat Earth: The History of an Infamous Idea, Pan Books, ISBN 1-4050-4702-X

## 外部連結
- 官方网站
- The Flat Earth, by Donald E. Simanek a history of Flat Earth movements
- References to the Flat Earth Society by the Library of Congress
- Archival documents（页面存档备份，存于）: The Papers of the Flat Earth Society at the University of Liverpool library
- The Flat-out Truth: Earth Orbits? Moon Landings? A Fraud! Says This Prophet, a detailed look at the Society by Robert Schadewald
- The International Flat Earth Society（页面存档备份，存于）, documentation of the Flat Earth Society newsletter at talk.origins